# Траурная синица
Траурная синица (лат. Melaniparus leucomelas) — вид птиц из семейства синицевых (Paridae). Данный вид ранее относили к роду Parus, но перенесли в род Melaniparus, когда Parus был разделен на несколько возрожденных родов после публикации подробного молекулярно-филогенетического анализа в 2013 году. Выделяют два подвида. Крупная синица блестящего чёрного цвета с тёмными глазами и большим белым пятном на кроющих перьях крыльев. Распространена в центральной Африке от Анголы до Эфиопии.

## Подвиды и распространение
Выделяют два подвида:
- Melaniparus leucomelas leucomelas (Rüppell, 1840) – центр и юго-восток Эфиопии
- Melaniparus leucomelas insignis (Cabanis, 1881) – от юга Габона, Республики Конго и Анголы до Уганды, Танзании, Малави и Замбии

## Места обитания
Траурная синица встречается в Эфиопии на высоте до 2750 м над уровнем моря в высокогорьях в сухих подокарповых лесах с подлеском из можжевельника (Juniperus) и маслины (Olea), а также в низинных субтропических приречных лесах и саваннах с колючими кустарниками акации (Acacia). В центральной Африке обитает, главным образом, в травянистых саваннах с колючими кустами акации, иногда в лесах миомбо или брахистегии (Brachystegia). В Малави обитает в прибрежных кустарниковых зарослях и на горных лугах с редкими деревьями, а также на опушках и прогалинах в светлых лесах миомбо и на опушках акациевых саванн. В прибрежных областях Анголы встречается в туманных лесах, обычно выше 915 м. В Конго встречается на высоте до 1860 м, до 2040 м в Замбии и на юге Малави; до 2000 м в восточной Африке, но местами может встречаться и на более низких уровнях, вплоть до 760 м вблизи озера Танганьика.

## Описание
Траурная синица достигает длины 15—16 см и массы от 21 до 24 г. У самцов номинативного подвида все тело и хвост чёрные (в свежем оперении, от макушки до верхних кроющих перьев хвоста оперение с голубоватым или голубовато-фиолетовым отливом, слегка блестит по бокам шеи до брюха, иногда виден короткий и неровный гребень на затылке. Бахрома на всех хвостовых перьях блестящая синевато-чёрная, внешние перья с едва заметной узкой светлой каймой. Малые кроющие перья крыльев чёрные, средние и большие кроющие перья контрастно белые со скрытыми чёрными основаниями). Крылышко и первостепенные кроющие перья чёрные, с тонкой бахромой или белыми кончиками. Маховые перья черновато-коричневые, верхняя кайма третьестепенных маховых перьев глянцево-голубоватая, нижняя белая; второстепенные маховые перья с широкой белой бахромой (образуют широкую белую полосу на закрытом крыле), первостепенные маховые перья с узкой белой бахромой или беловатые; подмышечные впадины чёрные, нижние кроющие перья крыльев чёрные с белыми кончиками. Радужная оболочка тёмно-серая или коричневая; клюв чёрный; ноги от тёмно-коричневого до голубовато-серого или чёрного цвета.
Самка очень похожа на самца, но более тусклая, менее глянцевая и с чёрными, как сажа, нижними частями тела. Молодь похожа на взрослую особь, но верхняя часть тела черновато-коричневая, крылья и хвост угольно-чёрные, белый цвет на кроющих перьях крыльев заменен желтовато-белым, видны более широкие тёмно-коричневые центры больших кроющих перьев, нижние третьестепенные маховые перья и края внутренних второстепенных маховых перьев широко белые, бахрома внешних второстепенных перьев и более узкая бахрома первостепенных маховых листьев желтовато-бурого оттенка. Подвид M. l. insignis отличается от номинативного наличием блеска на оперении от голубоватого до бутылочно-зелёного оттенка, рулевые перья (за исключением центральной пары) часто с очень узкой беловатой бахромой или кончиком, нижние кроющие перья крыльев более белые.

## Вокализация
Позывки включают в себя пронзительное и отрывисто «chut» или «chit», обычно являющееся введением к жужжащему «chit-zzzzz-r» или «chut-drrrrrrrr-du» и более низкому «chik-zworrrrr, chik-zworrrrr», а также более музыкальному «tszee-tuwu, tszee-tuwu» и «pss-tyoo-yoo, pss-tyoo-yoo». Песня представляет собой свист «ter-si, du, l-l-l-l-l-tuwi» или «wheee-to-trrrr-tooee», скорее похожий на свист дроздов.

## Биология

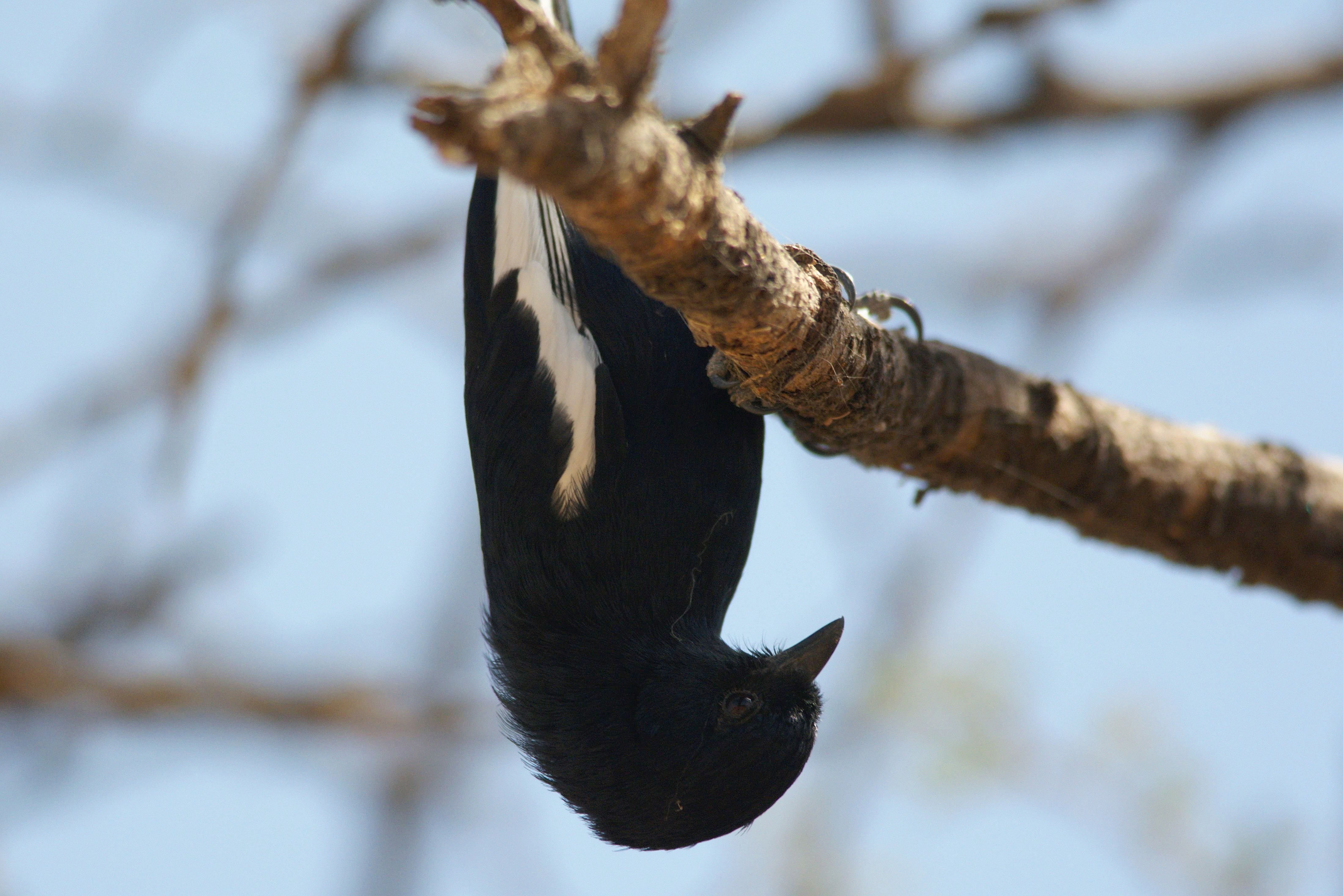
Подвид M. l. leucomelas у озера Абията (Эфиопия)

Траурная синица охотится обычно парами и семейными группами численностью до 6 особей, а также присоединяется к смешанным стаям с мелкими славковыми (Sylviidae) и Salpornis salvadori. Добывает пищу в кронах высоких деревьев, предпочитая обыскивать стволы, а не листву; прижимается боком и висит вниз головой, исследует щели в коре и ветвях; иногда преследует насекомых в полете. Питается в основном мелкими беспозвоночными и личинками, а также фруктами, ягодами и семенами.
Биология размножения исследована недостаточно. Сезон размножения приходится на март—декабрь. Моногамный вид, гнездится в одиночку. Гнездо представляет собой подстилку или небольшую площадку из травы и лишайников, расположенную на высоте до 4 м над землей в отверстии или углублении в стволе дерева или пне; иногда используются отверстия в стенах зданий. В кладке 3—5 яиц; насиживают оба родителя, птенцы оперяются примерно через 26 дней. Другой информации нет.